# Martin Schulte (Rechtswissenschaftler)
Martin Schulte (* 30. März 1959 in Hamm) ist ein deutscher Rechtswissenschaftler mit den Forschungsschwerpunkten Verfassungs-, Verwaltungs-, Umwelt-, Technik- und Stiftungsrecht sowie soziologischer Theorie des Rechts. Er ist seit 1994 Professor an der Technischen Universität Dresden.

## Leben
Schulte studierte zwischen 1978 und 1983 Rechtswissenschaften, Geschichte und Philosophie an der Westfälischen Wilhelms-Universität Münster. 1985 promovierte er ebenda zum Doktor der Rechte. Nach einer Gastprofessur an der Katholischen Universität Nijmegen (1989–1991) war Schulte von 1992 bis 1994 Leiter des Freiherr-vom Stein-Instituts der Westfälischen Wilhelms-Universität Münster und habilitierte 1994 an dieser Universität mit der venia legendi für „Öffentliches Recht und Rechtstheorie“.
Seit 1994 ist er Inhaber der Professur für Öffentliches Recht unter besonderer Berücksichtigung von Umwelt- und Technikrecht und Direktor des Instituts für Technik- und Umweltrecht der Juristischen Fakultät der Technischen Universität Dresden. Nach einer Gastprofessur an der Emory University in Atlanta (1998) war Schulte von 1999 bis 2005 stellvertretender Direktor des Zentrums für Interdisziplinäre Technikforschung der Philosophischen Fakultät der Dresdner Universität, zwischen 2003 und 2006 Dekan der Juristischen Fakultät sowie Mitglied des Erweiterten Senats der TU Dresden (2009–2014). Seit 2017 ist er Mitglied der Deutschen Akademie der Technikwissenschaften. 2019 übernahm er den Posten des Direktors des Instituts für Geistiges Eigentum, Technikrecht und Medienrecht der Juristischen Fakultät und wurde Mitglied des Advisory Boards des profilbildenden Bereichs „Smart Regulation“ der Universität Graz. Im Zuge der Schließung der Juristischen Fakultät in Dresden und ihrer Integration in die Philosophische Fakultät (Oktober 2020) wurde seine Professur in das neu gegründete Institut für Internationales Recht, Geistiges Eigentum und Technikrecht integriert.

## Auszeichnungen
Für seine Monographie Eine soziologische Theorie des Rechts erhielt Martin Schulte 2011 die Auszeichnung Geisteswissenschaften International – Preis zur Förderung der Übersetzung geisteswissenschaftlicher Literatur des Börsenvereins des Deutschen Buchhandels. 2017 wurde er in die Deutsche Akademie der Technikwissenschaften gewählt.

## Schriften (Auswahl)
Monographien
- Rechtsprechungseinheit als Verfassungsauftrag. Dargestellt am Beispiel des Gemeinsamen Senats der Obersten Gerichtshöfe des Bundes. Duncker und Humblot Verlag, Berlin 1986, 195 S., ISBN 3-428-06069-5.
- Staat und Stiftung. Verfassungsrechtliche Grundlagen und Grenzen des Stiftungsrechts und der Stiftungsaufsicht. C.F. Müller-Verlag, Heidelberg 1989, 123 S., ISBN 3-8114-3689-9.
- Rechtsschutz der Länder in Planfeststellungsverfahren des Bundes. Kohlhammerverlag Köln, 1993, 101 S. (gemeinsam mit Werner Hoppe), ISBN 3-555-00994-X.
- Schlichtes Verwaltungshandeln, Verfassungs- und verwaltungsrechtsdogmatische Strukturüberlegungen am Beispiel des Umweltrechts. J.C.B. Mohr-Verlag, Tübingen 1995, 257 S., ISBN 3-16-146447-8.
- Eine soziologische Theorie des Rechts. Berlin 2011, 244 S., ISBN 978-3-428-13574-5.

Herausgeberschaften
- Technische Innovation und Recht – Antrieb oder Hemmnis?. C.F. Müller Verlag, Heidelberg 1997, 204 S., ISBN 3-8114-5497-8.
- mit Stanley L. Paulson (Hrsg.): Georg Jellinek: Beiträge zu Leben und Werk, Mohr Siebeck, Tübingen 2000, ISBN 978-3-16-147377-7.
- Handbuch des Technikrechts. Reihe Enzyklopädie der Rechts- und Staatswissenschaften. Springer-Verlag, Heidelberg 2003, 815 S., ISBN 3-540-42492-X.
- Handbuch des Technikrechts. Reihe Enzyklopädie der Rechts- und Staatswissenschaften. Springer-Verlag, Heidelberg 2011, 2. Auflage, 940 S., ISBN 978-3-642-11883-8.
- gemeinsam mit Joachim Kloos: Handbuch Öffentliches Wirtschaftsrecht. München 2016, 729 S., ISBN 978-3-406-66972-9.